# Laurellia magense
Laurellia magense is een rechtvleugelig insect uit de familie krekels (Gryllidae). De wetenschappelijke naam van deze soort is voor het eerst geldig gepubliceerd in 2009 door Otte & Perez-Gelabert.